# Сава (Горецький район)
Сава (біл. Сава) — агромістечко в Білорусі, в Горецькому районі Могильовської області. Адміністративний центр Савської сільської ради.

## Географія
Знаходиться за 15 км на північний захід від міста Горки, 101 км від Могильова, 5 км від залізничної зупинки Зубри.

## Історія
Перша згадка датована 1303. В 1495 село Сова згадується у зв'язку з розмежуванням маєтків. У 1785 році поміщицька власність, 51 двір, 320 мешканців, церква, млин.
У війну 1812 року біля села діяв загін Дениса Давидова. У 1885 році 43 двори, 280 жителів, центр волості Горецького повіту, водяний млин, народне училище, дерев'яна церква.
У 1909 році в селі був 71 двір, 525 жителів, церква, казенна винна крамниця, училище, млин.
Радянська влада була встановлена у січні 1918 року.
У Велику Вітчизняну війну з липня 1941 року до 26 червня 1944 року село було окуповане німецькою армією.

## Пам'ятні місця
Братська могила радянських воїнів і партизан.

## Населення
- 1999 рік - 415 осіб

- 2010 рік - 361 людина

## Відомі люди
- Василь Коваль (1907-1937) — білоруський письменник.
- Григорій Циркунов (1921-2008) - науковець у галузі управління процесами залізничних перевезень, доктор технічних наук.[1]